# 오트코토주

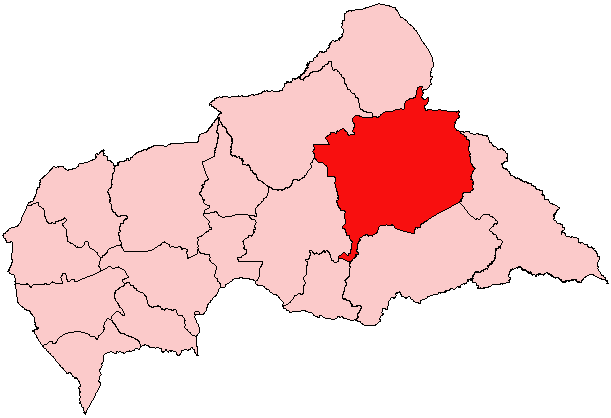
오트코토 주의 위치

오트코토주(Haute-Kotto)는 중앙아프리카 공화국 동부에 위치한 주로, 주도는 브리아이며 중앙아프리카 공화국에서 면적이 가장 큰 주이다.